# Clodosvinda
Clodosvinda (também chamada de Clodosvinta; em latim, Chlodosinda ou Clodosvinta; cerca de 540 – antes de 567) foi rainha dos lombardos por volta de 566-567, por seu casamento com Alboíno, com quem teve pelo menos uma filha, Albsuinda.

## Biografia
Clodosvinda é mencionada em várias fontes da Alta Idade Média, como na Historia Francorum ("História dos Francos"), escrita por Gregório de Tours, contemporâneo dela, no tratado do século VII A Origem do Povo Lombardo e na obra de Paulo, o Diácono, Historia gentis Langobardorum ("História dos Lombardos"), escrita na segunda metade do século VIII. Além disso, no compilado chamado Cartas Austrasianas, há uma carta dirigida a Clodosvinda, escrita por Nicécio, bispo de Tréveris.
As fontes francas e lombardas relatam que Clodosvinda era a única filha do rei franco Clotário I, da dinastia merovíngia, com sua terceira esposa, Ingunda. Seus irmãos incluíam Guntar, Hilderico, Cariberto I, Gontrão e Sigeberto I.
Acredita-se que Clodosvinda tenha nascido por volta de 540. Pouco se sabe sobre seus primeiros anos. É possível que ela tenha sido solicitada em casamento, sem sucesso, por Tótila, governante do Reino Ostrogótico, durante negociações de aliança com os reis francos Clotário I e Quildeberto I, entre 549 e 550.
Entre aproximadamente 556 e 563, Clodosvinda casou-se com Alboíno, governante dos lombardos panônios, da dinastia gáusia. Não se sabe exatamente quando esse casamento foi realizado: alguns historiadores acreditam que ocorreu durante a vida de Clotário I; outros sugerem que foi sob o reinado de Sigeberto I, que sucedeu o pai em 561. Este casamento provavelmente visava melhorar as relações entre francos e lombardos, que haviam se deteriorado após os francos conquistarem o reino turingiano, aliado dos lombardos, na década de 530. Clodosvinda teve uma filha com Alboíno, chamada Albsuinda, que foi a única descendente conhecida do rei lombardo.

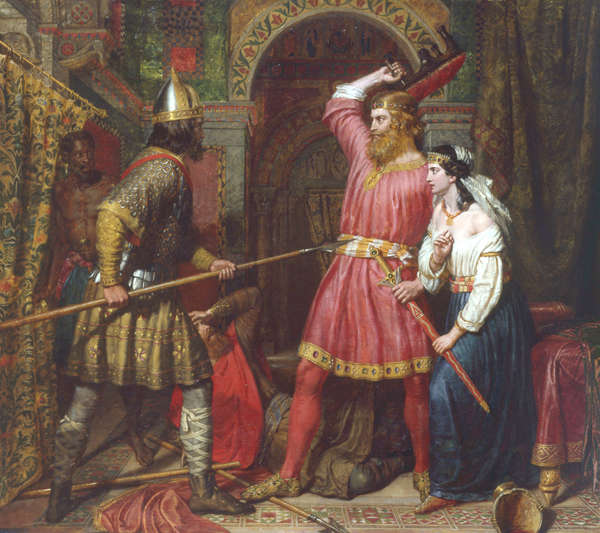
O Assassinato de Alboíno, Rei dos Lombardos por Charles Landseer (1856)

Entre 563 e 565, Nicécio, bispo de Tréveris, enviou uma carta a Clodosvinda, incluída no compilado Cartas Austrasianas. Na mensagem, o bispo, uma figura de grande influência entre os francos, pedia à rainha lombarda que tentasse converter seu marido ao cristianismo ortodoxo. Nicécio sugeria que Clodosvinda usasse como argumento os milagres atribuídos a santos venerados pelos ortodoxos, como Martinho de Tours, Hilário de Arles, Germano de Auxerre, Lupus de Troyes e Medardo de Noyon. Apesar desses esforços, Alboíno permaneceu adepto do arianismo. A carta de Nicécio a Clodosvinda é uma importante fonte histórica sobre a veneração dos santos entre os francos e também contém relatos valiosos sobre o batismo de Clóvis I, ausentes em outros textos medievais.
Clodosvinda faleceu antes de 567, antes que os lombardos iniciassem a conquista da Península Itálica. Após sua morte, Alboíno casou-se novamente, desta vez com Rosamunda, filha do rei dos gépidas, Cunimundo, a quem ele havia matado.
Mais tarde, em 572 ou 573, Alboíno foi assassinado, e sua viúva Rosamunda fugiu para Ravena, junto com Albsuinda, buscando refúgio entre os bizantinos. Lá, devido a intrigas do exarca bizantino Longino, Rosamunda e seu cúmplice na morte de Alboíno, Helmegis, acabaram envenenando um ao outro. Albsuinda, órfã, foi levada para Constantinopla, mas não há informações posteriores sobre o destino da filha de Clodosvinda e Alboíno.